# Une place sur la Terre
Une place sur la Terre is een Frans-Belgische film uit 2013 onder regie van Fabienne Godet. De film ging in première op 24 augustus op het Festival du Film Francophone d'Angoulême.

## Verhaal
Antoine (Benoît Poelvoorde) is een veertigjarige ietwat ontgoochelde fotograaf die in opdracht werkt. Zijn enige echte vriend is Mateo, de zevenjarige zoon van zijn buurvrouw, op wie hij vaak past tijdens haar afwezigheid. Op een dag hoort hij iemand piano spelen in het gebouw aan de overkant van de binnenplaats. Gebiologeerd door de muziek en door de mooie, maar mysterieuze archeologiestudente Elena (Ariane Labed), probeert hij haar bij elke gelegenheid te fotograferen. Er ontstaat een intense platonische relatie tussen de idealistische maar fragiele Elena en Antoine, waarbij beide de liefde in henzelf herwinnen

## Rolverdeling
| Acteur                     | Personage       |
| -------------------------- | --------------- |
| Benoît Poelvoorde          | Antoine         |
| Ariane Labed               | Elena           |
| Max Baissette de Malglaive | Matéo           |
| Julie Moulier              | Margot          |
| Marie-Armelle Deguy        | Julia           |
| Thomas Coumans             | Romain Morin    |
| Stéphanie Colpe            | Maddy           |
| Catherine Demaiffe         | Maria           |
| Brigitte Sy                | Loraine Morin   |
| Adonis Danieletto          | vader van Elena |
| Jacques Spiesser           | Monsieur Morin  |
| Vinciane Millereau         | Judith Morin    |

## Prijzen en nominaties
| jaar | prijs               | categorie    | genomineerde(n)   | uitslag     |
| ---- | ------------------- | ------------ | ----------------- | ----------- |
| 2014 | Margritte de cinéma | Beste acteur | Benoît Poelvoorde | Gewonnen    |
| 2014 | Prix Lumière        | Prix CST     | Crystel Fournier  | Genomineerd |